# Larix kaempferi
Larix kaempferi là một loài thực vật hạt trần trong họ Thông. Loài này được (Lamb.) Carrière miêu tả khoa học đầu tiên năm 1856.